# 麥以馬
麥以馬（英語：Mak Yee-ma，1984年3月22日—），香港男演員，香港紋身師、電影演員。前香港黑幫成員，因信仰基督教而洗心革面。曾參與電影《同囚》的演出，其故事來自本身的經歷。
麥以馬19歲在將軍澳慧安園商場開紋身店「神藝刺青」，2010年分店「藝刺門」為香港第一間紋身學校。近年不小新進紋身師由他所教，工作名稱「彫馬」。

## 經歷
2003年、2004年及2005年获大一藝術學院、其他藝術學院優異獎。
犯罪記錄：留有案底的有三次，有關暴力其中有一次判入沙咀勞教中心收訓。
曾涉嫌強姦被捕，在荔枝角還押八個月後無罪釋放。後洗心革面勸導200多名門生遠離江湖，信仰基督教。

## 演出
- 電影《澀青29803》飾演大火
- 電影《同囚》 飾演沙皮

- 舞台劇《澀青之我本善良》（麥花臣）飾演偉豪哥
- 舞台劇《誰來愛我》（香港大會堂）飾演曾亮馬
- 舞台劇《踩界》飾演滴露

- 微電影《今宵美麗》飾演主角以馬

（獲得第二屆澳門電影節比賽 星火獎）
- 微電影《義兄弟》友情客串
- 微電影《羈留》蝙蝠哥
- 微電影《獨樂》友情客串
- 動作微電影《武》飾演主角沙加
- 微電影《假日夫妻》飾演爸爸
- 動作微電影《雙棍》飾演主角白羊

### 紋身
- 舞台劇《澀青之我本善良》為黃夏蕙畫紋身
- 電影《黑勢力》為陳小春、洪天明紋身
- 電影《澀青29803》為演員林凱婷背部紋身

## 外部連結
- 麥以馬facebook 專頁

- 麥以馬 紋身學校《藝刺門》網站